# Alois Hans Schram
Alois Hans Schram (ur. 20 sierpnia 1864 w Wiedniu, zm. 8 kwietnia 1919, tamże) – austriacki malarz secesyjny.

## Życiorys
Alois Hans Schram był absolwentem Akademii Sztuk Pięknych w Wiedniu, na której studiował w latach 1879–1888. Uczył się na niej u malarzy takich jak: Karl Wurzinger, Hans Makart i Josef Mathias Trenkwald. Otrzymał złoty medal Fügera za kompozycję w 1881, a w 1887 specjalną nagrodę szkolną za obraz przedstawiający Biancę Cappello. Po ukończeniu studiów otrzymał stypendium Staatspreisstipendium (1890/1891), które umożliwiło mu wyjazd do Rzymu. Po powrocie Schram pracował jako malarz portretowy i dekoracyjny w Wiedniu. W latach 90. XIX w. podróżował po krajach Europy i Bliskiego Wschodu. W 1909 zaprojektował mozaikę Mozaika, na fasadzie Pałac Juliusza Kindermanna w Łodzi, wykonaną przez wenecką firmę sztukatorska Antonia Salviatiego. W latach 1909–1911 tworzył alegoryczne fryzy w gmachu austriackiego parlamentu. W 1915 wykonał serię malowideł sufitowych w sali balowej w Hofburgu. Poza Wiedniem pracował także w Palazzo Vivante w Trieście i gmachu sądu w Salzburgu. W 1917 uzyskał tytuł profesora. W testamencie swój majątek przekazał Związkowi Artystów Plastyków w Wiedniu. Schram był członkiem Gesellschaft bildender Künstler Österreichs.
Jest uważany za przedstawiciela secesji i późnej fazy neobaroku.
Został pochowany na Cmentarzu Centralnym w Wiedniu.

## Galeria

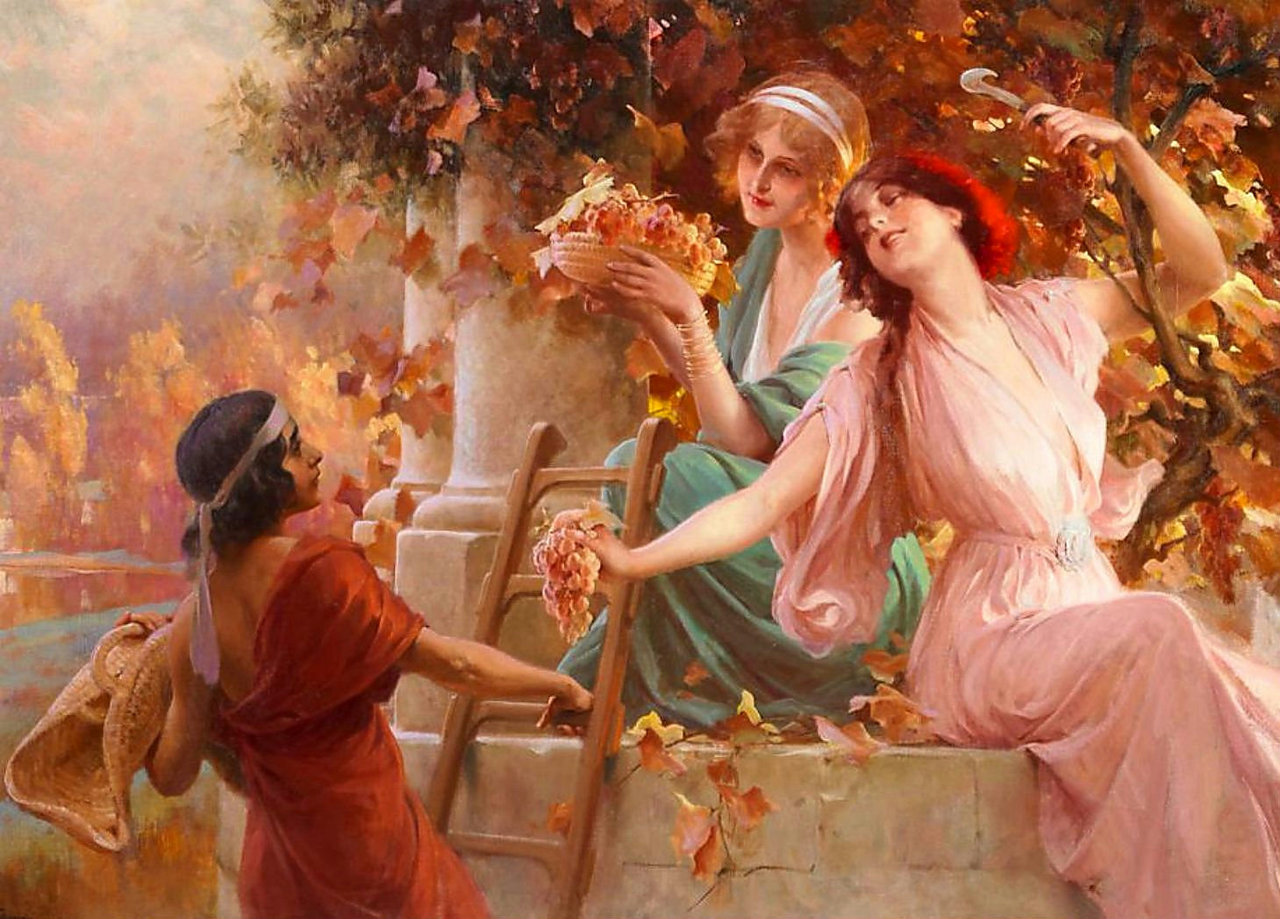
Piękno winobrania
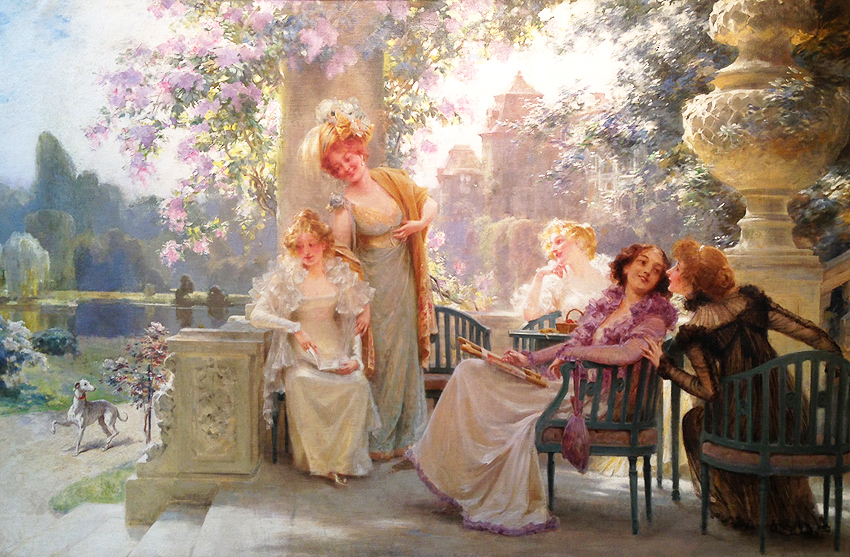
Wiosna i dziewczyny (1890)
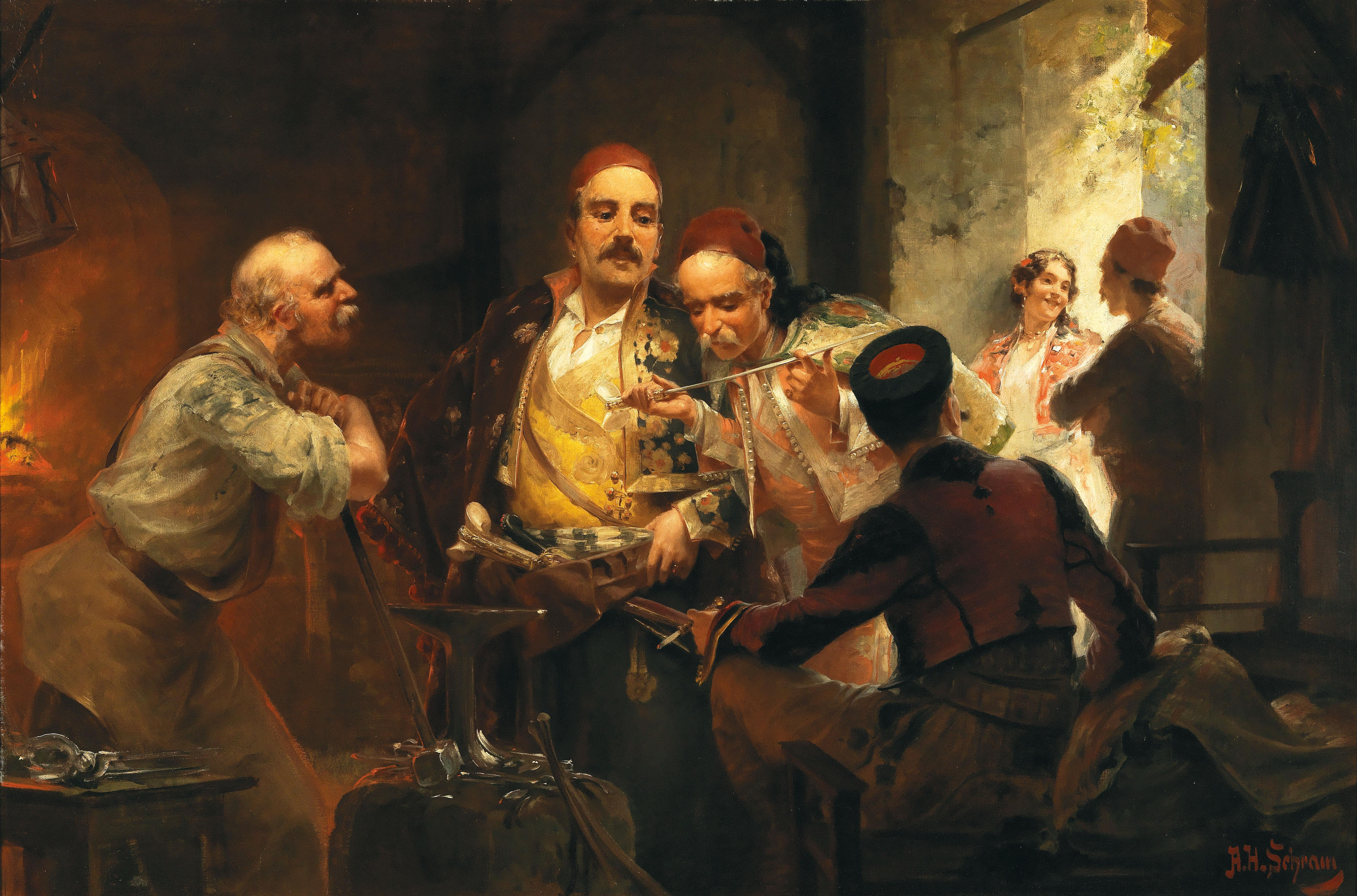
U miecznika
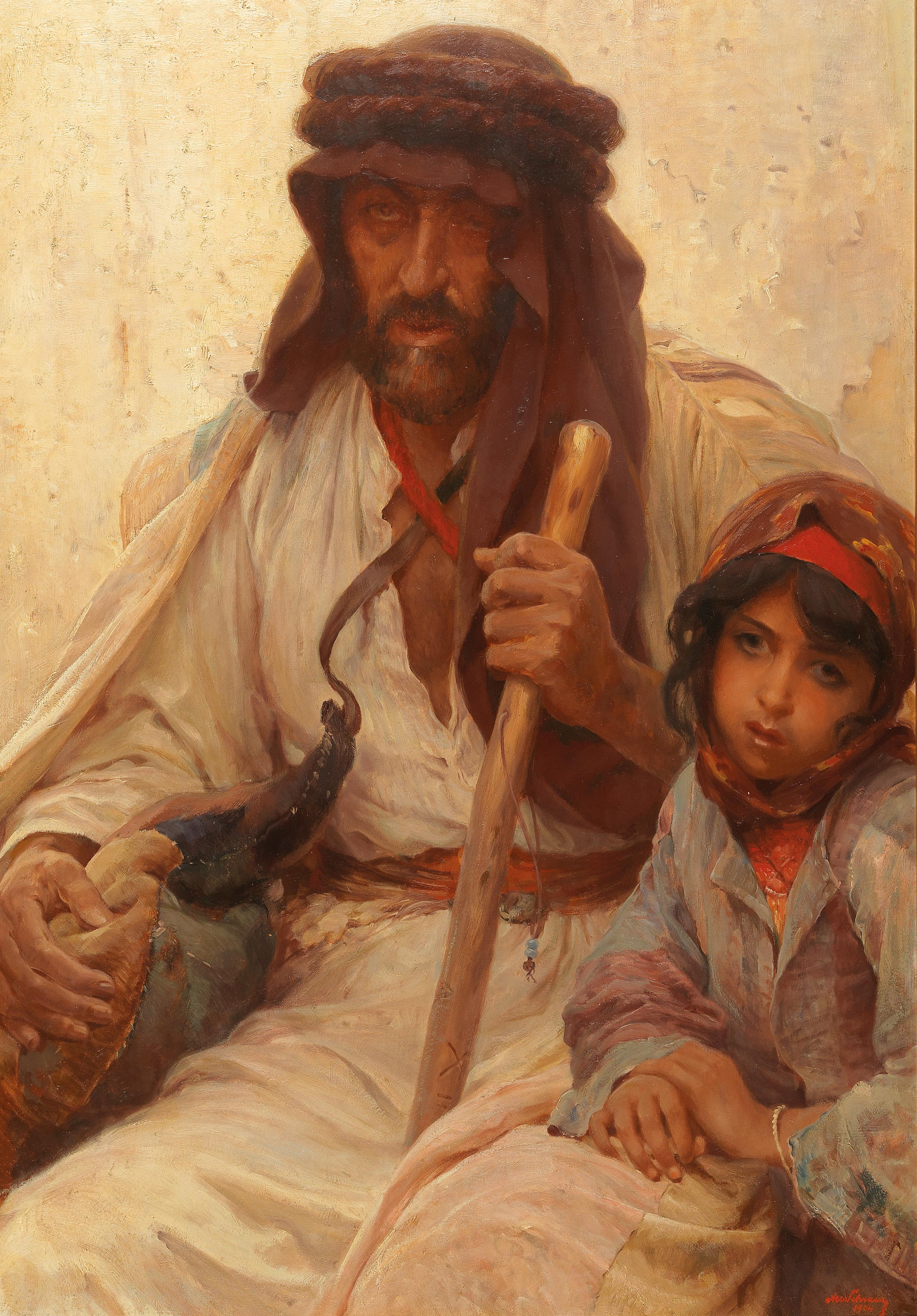
Beduin i młoda dziewczyna
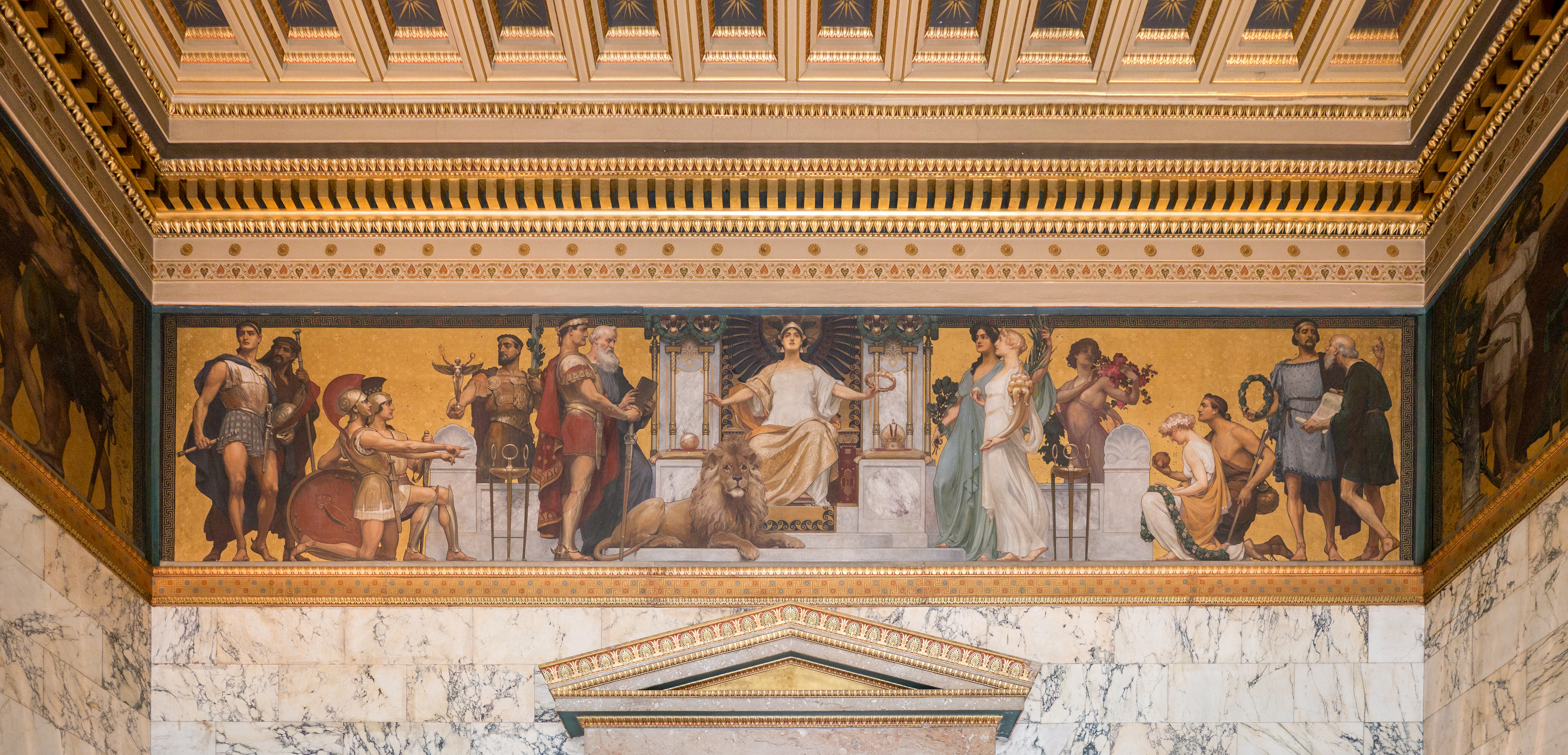
Fryzy w parlamencie austriackim autorstwa Schrama
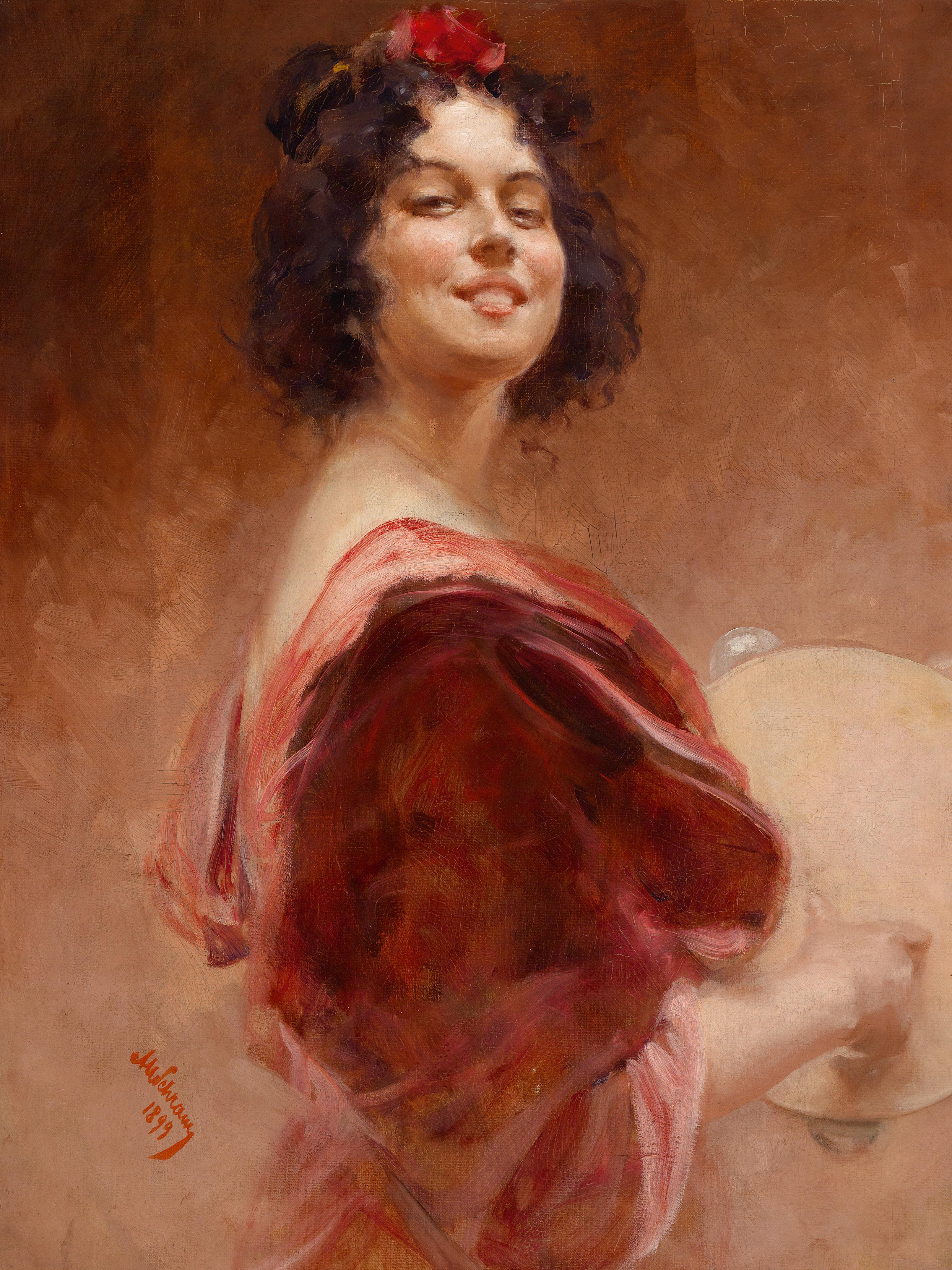
Cyganka z tamburynem
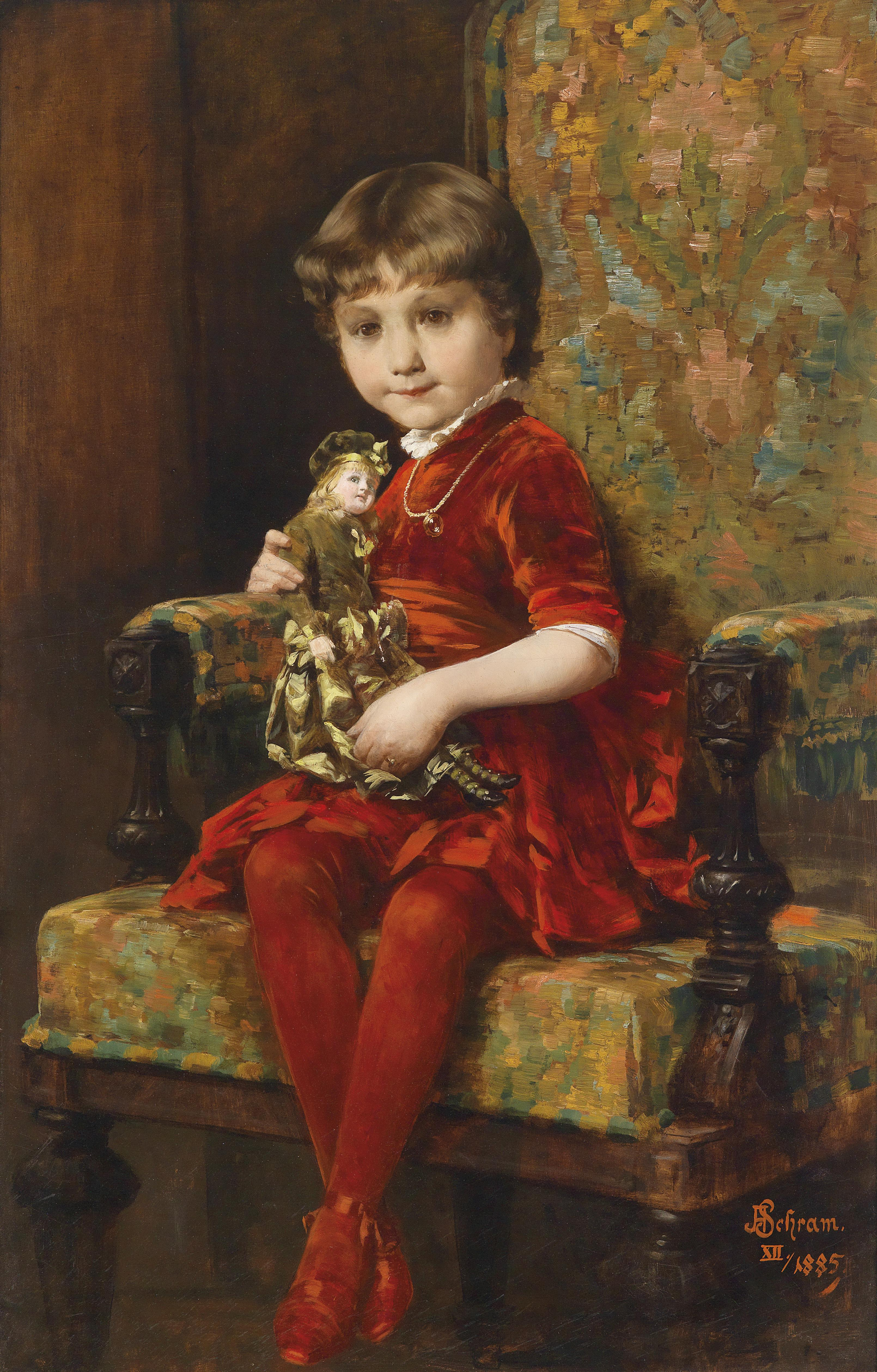
Dziewczynka z lalką (1885)
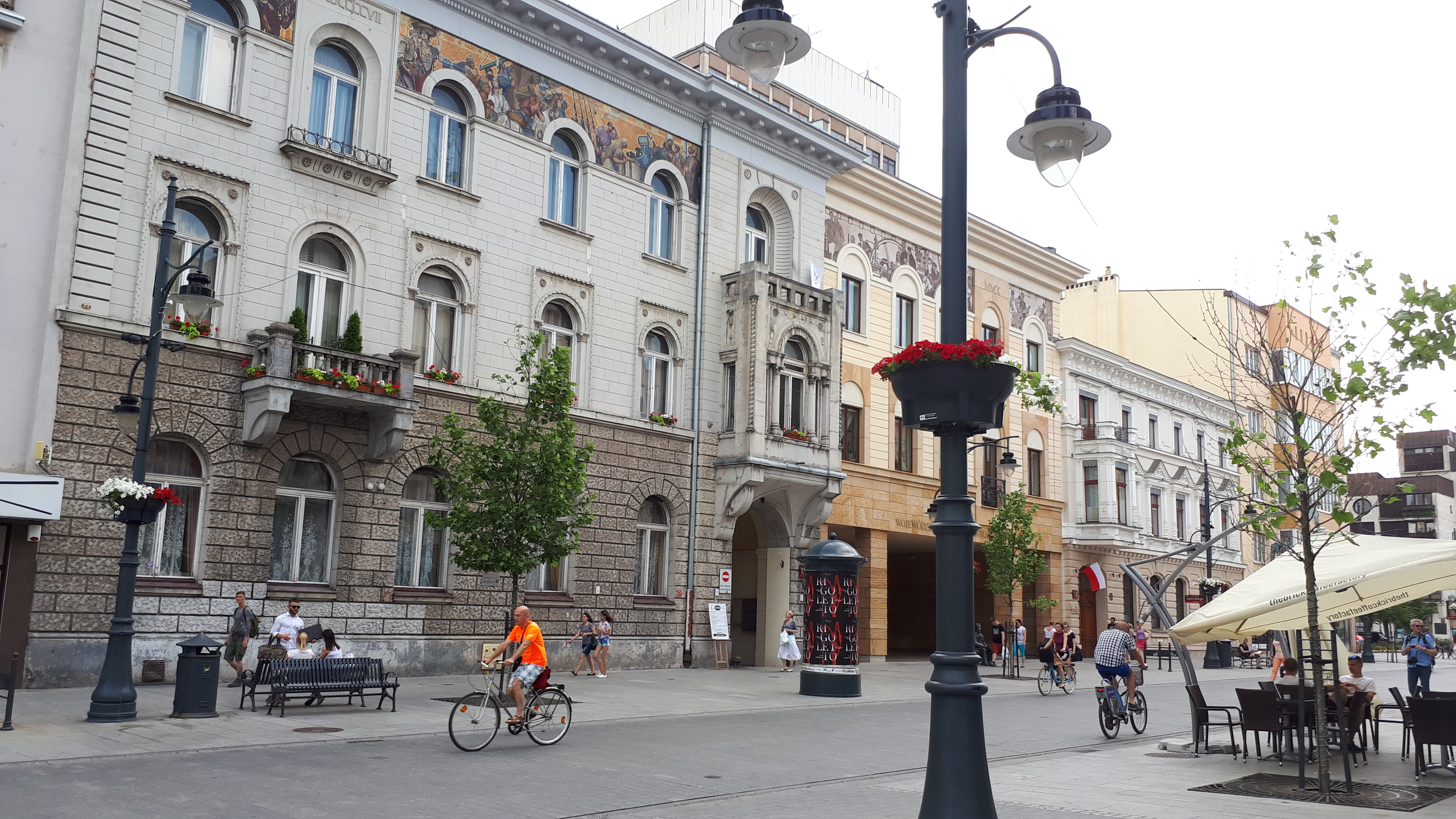
Mozaika na Pałacu Juliusza Kindermanna w Łodzi projektu Schrama.